# Jingyuan (1886)
Jingyuan (chiń. trad. 靖遠; pinyin Jìngyuǎn; starsze transkrypcje spotykane w literaturze: Ching Yuen, Ching Yuan) – chiński krążownik pancernopokładowy z końca XIX wieku, zbudowany w Wielkiej Brytanii, który zatonął podczas oblężenia Weihaiwei. Jego okrętem bliźniaczym był „Zhiyuan”. Nie należy go mylić ze zbudowanym w Niemczech krążownikiem pancernym „Jingyuan” (經遠, King Yuan).

## Konstrukcja
„Jingyuan” był jednym z dwóch krążowników zamówionych przez Chiny brytyjskiej stoczni Armstrong Whitworth w Elswick (Newcastle upon Tyne), określanych jako typ Zhiyuan od pierwszego budowanego okrętu. Budowę prowadzono pod numerem 494. Nazwa „Jingyuan” (靖遠) oznaczała „Spokojna dal”.

## Służba
Przejęty 9 lipca 1887 roku, został ukończony niemal w tym samym czasie co „Zhiyuan” i budowane wówczas w Niemczech krążowniki „Laiyuan” i „Jingyuan (1887)”, z którymi wspólnie, pod dowództwem komandora (w chińskiej służbie: admirała) Langa, wyruszył 12 września w podróż do kraju. Załoga, z wyjątkiem kilku instruktorów, była w pełni chińska. Okrętem dowodził Ye Zugui.
W listopadzie okręty dotarły do Xiamenu, gdzie przezimowały. W następnym roku via Szanghaj dopłynęły do Dagu; w latach późniejszych „Jingyuan” uczestniczył w regularnych rejsach i manewrach floty Beiyang, wchodząc w skład jej Pierwszej Eskadry.
Po wybuchu  wojny chińsko-japońskiej, Flota Beiyang odbyła kilka patroli, podczas których Chińczycy nie napotkali przeciwnika, aż do 17 września, gdy wrogie floty spotkały się u ujścia rzeki Jalu. „Jingyuan” zajmował pozycję na prawym skrzydle; dalej na prawo znajdowały się krążowniki „Chaoyong” i „Yangwei”, które przyjęły na siebie impet pierwszego uderzenia Szybkiej Eskadry adm. Tsuboi (oba zatonęły ze znacznymi stratami w ludziach). „Jingyuan”, choć uszkodzony, przetrwał bitwę i dotarł z resztą eskadry do Port Artur, gdzie został naprawiony. Wobec zagrożenia bazy, flota Beiyang przeszła do Weihaiwei, i tam została oblężona. W bitwie okręt stracił 2 zabitych i 14 rannych członków załogi.
„Jingyuan” uczestniczył aktywnie w obronie bazy i przetrwał niemal do jej końca. 9 lutego został jednak trafiony poniżej linii wodnej pociskiem wystrzelonym ze zdobycznego działa z jednego z chińskich fortów, opanowanych przez Japończyków i zatonął na równej stępce na płytkiej wodzie. Aby uniemożliwić jego późniejsze podniesienie i wykorzystanie, jeden z europejskich doradców podłożył w nocy minę, która doszczętnie zniszczyła wrak.